# HMS Victorious (R38)
L'HMS Victorius (R38)  è stata una portaerei classe Illustrious della Royal Navy. Ordinata nell'ambito del programma navale del 1936, ebbe un vasto impiego seconda guerra mondiale, prendendo parte a numerose sortite della Royal Navy. Sopravvissuta alla guerra, venne ammodernata e rimase in servizio fino alla fine degli anni '60. 

## Storia
L'HMS Victorius venne costruita dalla Vickers-Armstrongs a Newcastle, varata nel 1939 ed entrò in servizio nel maggio 1941: la sua messa in servizio subì dei ritardi a causa della maggiore necessità di navi di scorta e cacciatorpediniere per i combattimenti contro gli U-Boot nella battaglia dell'Atlantico. 
La Victorious si unì alla Home Fleet e solo nove giorni dopo la sua entrata in servizio, il suo gruppo aereo fu coinvolto nella caccia alla Bismarck: il 26 maggio i suoi piloti riuscirono a mettere a segno un siluro che colpì la sezione centrale della corazzata tedesca, danneggiando un serbatoio di carburante e compromettendo la velocità della nave. Nel marzo 1942, degli aerei Albacore della Victorious furono coinvolti in un attacco contro la Tirpitz. Nel maggio e giugno 1942 fornì copertura per i convogli russi PQ-15 e PQ-17, venendo poi trasferita Gibilterra, dove prese parte alla battaglia di mezzo agosto ("Operazione Pedestal") e agli sbarchi alleati in Nord Africa.
Nel maggio 1943 salpò per Pearl Harbor per unirsi alla Task Force 14, il gruppo di battaglia della portaerei Saratoga. Lì imbarcò aerei e personale di volo statunitensi e partecipò brevemente alla campagna di Guadalcanal pre le Isole Salomone durante la partecipò brevemente alla campagna di Guadalcanal. 
Nel dal gennaio al marzo 1944 la Victorious coprì i convogli diretti in Russia. Il 3 aprile 1944, il suo gruppo aereo partecipò all'Operazione "Tungsten", un altro attacco contro la Tirpitz. 
Nel luglio 1944 si unì alla Eastern Fleet. Insieme alla Illustrious, guidò un attacco contro Palembang e con la Indomitable contro le Andamane. 
Dall'ottobre 1944 operò con la British Pacific Fleet, partecipando ad alcune delle ultime operazioni della guerra. 
Nel 1945 prese parte alla battaglia di Okinawa, venendo attaccata da aerei kamikaze e colpita il 4 e il 9 maggio. Tuttavia, grazie al ponte di volo corazzato, i danni furono minimi e alla fine si contarono 3 morti e 19 feriti.
Tra il 1950 e il 1958 venne ampiamente modificata e ammodernata, in particolare venne costruito un nuovo ponte di volo angolato e una nuova sovrastruttura, vennero aggiunte nuove caldaie, un nuovo sistema radar e computer di bordo. 
La riduzione dell'impegno navale della Gran Bretagna nel 1967, la fine dello scontro tra Indonesia e Malesia e un incendio verificatosi durante dei lavori di ristrutturazione, portarono al definitivo ritiro dal servizio della Victorious nel 1968, con tre o cinque anni di anticipo. La nave fu poi demolita  nel 1969 alla base HMNB Clyde.